# 박용수 (법조인)
박용수(朴鏞秀, 1950년 1월 8일 ~ )는 지난날 부산고등법원장 등을 역임한 법조인이다.

## 생애
취미는 등산인 그는 1950년 경상남도 마산에서 태어나 1968년 2월 마산고등학교와 1972년 2월 서울대학교 법학과를 나온 후 1973년 제15회 사법시험에 합격해 사법연수원 5기를 수료했다. 육군 법무관으로 군 복무를 대신한 이후 1978년 11월 부산지방법원 판사에 임용되어 1980년 9월 부산지방법원 진주지원 1982년 9월 부산지방법원 판사와 1984년 9월 마산지방법원 밀양지원장을 거쳐 1986년 5월 대구고등법원 1988년 8월 부산고등법원에서 판사를 했다. 1989년 대법원에서 재판연구관을 하다가 1991년 2월에 부산지방법원 부장판사에 임명되었으며 1996년 3월 부산지법 울산지원장 동부지원장을 거쳐 1997년 9월 부산고등법원에서 부장판사, 1998년 8월에 부산지방법원에서 수석부장판사를 하였다. 2000년 2월 부산지방법원 동부지원장을 하다가 2004년 2월에 부산고등법원 수석부장판사에 임명되었다. 2005년 2월에 법원장으로 승진하여 울산지방법원에 임명되었다가 그해 11월에 부산지방법원으로 전보하였고 이후 대구고등법원 부산고등법원에서 법원장으로 재직하였다. 부산고등법원장으로 재직하던 2005년 11월에는 제31대 부산시선거관리위원회 위원장을 겸직하였으며 2009년 2월 6일에 부산고등법원장 퇴임식으로서 33년간의 법관 생활을 마치고 법무법인 국제에서 변호사를 하면서 2014년 6월부터 부산법원조정센터에서 상임조정위원을 하였다.
부산지방법원장으로 재직할 때 민원부서 모니터제, 일반 시민들이 재판을 지켜본 후 이를 평가하는 시민사법 모니터제를 실시했고 부산지역 법관과 대학교수들이 주축이 된 부산판례연구회 모임의 회장을 역임했다.

## 주요 판결
- 부산지방법원 제3형사부 재판장으로 재직하던 1992년 4월 7일에 대낮에 가정집에 들어가 90여 차례 강도강간을 했던 4명 중에서 이상수(23세)와 전장호(20세)에 대해 사형을 선고하면서 노경태(20세)에게 무기징역, 황모(17세)군에게 장기12년 단기7년을 선고했다.[2] 7월 2일에 강도상해 혐의로 구속되어 징역7년이 선고된 20대 피의자에게 "피고인이 수사 단계에서부터 일관되게 알리바이를 주장하고 있고 피고인을 범인으로 지목한 피해자와 공동 피고인의 진술이 일관성이 없고 다른 증거도 없다"며 무죄를 선고하면서 무죄판결 요지에 대해 공시판결을 했다.[3]
- 부산지방법원 제4민사부 재판장으로 재직하던 1994년 4월 6일에 효성금속에 재직 중인 노동자가 회사를 상대로 임금지급청구 소송에서 "법정 근로시간이 주48시간에서 주44시간으로 줄어든 만큼 통상임금(시급)의 산출기준도 현행 240시간에서 225.9시간으로 낮춰야 한다"며 원고 일부 승소판결했다.[4]
- 부산지방법원 형사1부 재판장으로 재직하던 1995년 12월 29일에 한국은행 부산지점 폐지폐를 훔친 서무과 직원에 대해 절도죄를 적용해 징역3년을 선고하면서 본점 인사부장과 부산지점장에 대해 허위공문서 작성으로 선고유예 판결했다.[5]
- 부산지방법원 울산지원 제2형사부 재판장으로 재직하던 1997년 2월 10일에 뇌물수수로 구속된 전 중부지방국세청 소비세과장 김태호에 대해 징역2년6월 집행유예3년을 선고하면서 양로원 봉사활동 100시간을 명령했다. 같은 혐의로 구속된 전 광화문세무서 소득세계장, 세무사 등에게 징역1년6월 집행유예2년, 이들에게 돈을 건넨 부동산 임대업자에게 징역1년 집행유예2년을 선고하면서 3명에게 양로원 봉사활동 100시간을 명령했다.[6]
- 부산고등법원 형사2부 재판장으로 재직하던 1998년 7월 2일에 동아대 자주대오 사건으로 구속된 동아대 학생 4명에 대해 "강압적인 수사과정에서 이뤄진 피고인의 자백은 증거로 삼을 수 없다"며 "조선노동당에 가입해 간첩활동을 할 만한 뚜렷한 동기를 찾기 힘들다"는 이유로 간첩 혐의를 유죄로 인정한 원심을 깨고 무죄를 선고하면서 3명에 대해서는 이적단체 가입, 이적표현물 소지 혐의에 대해 유죄를 인정해 징역10월~2년6월 집행유예2~4년을 선고했다.[7]
- 부산고등법원 제2특별부 재판장으로 재직하던 2003년 12월 13일에 스포츠랜드 부산㈜의 황령산 스키돔 건설공사와 관련하여 사업인가를 내주라는 원심판결에 불복해 부산시가 제기한 항소심 선고공판에서 "환경영향평가 등 적법한 절차를 거쳐 신청한 사업인가에 대해 부산시가 뚜렷한 이유없이 이를 반려한 것은 위법하다"며 부산시의 항소를 기각했다.[8]
- 부산고등법원 제1특별부 재판장으로 재직하던 2004년 10월 11일에 제39사단 소속 예비군 중대장인 박모(56),정모(53)씨 등 2명이 각각 39사단장을 상대로 제기한 해임처분 취소 소송 항소심 선고공판에서 "예비군 중대장이 사단장의 지시를 어기고 음주운전을 하다 경찰에 적발됐다 하더라도 근무시간에 음주를 한 것이 아닌 점 등을 고려할 때 해임까지 하는 것은 지나치게 가혹하다"며 원고 승소 판결을 했다.[9]